# Olga Alexandrowna Panowa
Olga Alexandrowna Panowa (russisch Ольга Александровна Панова; * 7. Januar 1987 in Krasnodar, Sowjetunion) ist eine ehemalige russische Tennisspielerin.

## Karriere
Panowa, die am liebsten auf Hartplätzen spielte, begann im Alter von neun Jahren mit dem Tennis.
Sie gewann während ihrer Karriere neun Doppeltitel des ITF Women’s Circuits. Auf der WTA Tour sah man sie erstmals im Hauptfeld beim İstanbul Cup 2006, zusammen mit Wassilissa Dawydowa im Doppel. Sie verloren ihr Erstrundenmatch gegen Juliana Fedak und Eva Hrdinová mit 2:6 und 4:6. Eine weitere Hauptfeldteilnahme eines WTA-Turniers fand nicht statt.

## Turniersiege

### Doppel
| Nr. | Datum          | Turnier      | Kategorie   | Belag             | Partnerin           | Finalgegnerinnen                       | Ergebnis      |
| --- | -------------- | ------------ | ----------- | ----------------- | ------------------- | -------------------------------------- | ------------- |
| 1.  | Februar 2006   | Portimão     | ITF $10.000 | Hartplatz         | Iryna Burjatschok   | Anaïs Laurendon Linda Smoleňáková      | 6:4, 6:2      |
| 2.  | April 2006     | Minsk        | ITF $10.000 | Teppich (Halle)   | Alexandra Panowa    | Wolha Hawarzowa Kateryna Polunina      | 7:5, 6:3      |
| 3.  | Mai 2005       | Kiew         | ITF $10.000 | Sand              | Alexandra Panowa    | Wassilissa Dawydowa Kristina Grigorian | 6:2, 6:0      |
| 4.  | August 2005    | Moskau       | ITF $10.000 | Sand              | Jekaterina Iwanowa  | Anna Bastrikova Wassilissa Dawydowa    | 7:5, 6:3      |
| 5.  | September 2005 | Tiflis       | ITF $10.000 | Sand              | Irina Kotkina       | Wassilissa Dawydowa Pemra Özgen        | 6:2, 3:6, 6:4 |
| 6.  | März 2006      | Amiens       | ITF $10.000 | Sand (Halle)      | Jaroslawa Schwedowa | Julie Coin Karla Mraz                  | 6:4, 6:1      |
| 7.  | November 2006  | Pune         | ITF $25.000 | Sand              | Ágnes Szatmári      | Nicole Clerico Xenija Palkina          | 6:2, 6:4      |
| 8.  | Februar 2007   | Stockholm    | ITF $25.000 | Hartplatz (Halle) | Danica Krstajić     | Sorana Cîrstea Melanie South           | 6:2, 0:6, 6:2 |
| 9.  | August 2010    | Braunschweig | ITF $10.000 | Sand              | Aminat Kuschchowa   | Jana Nabel Antonia Lottner             | 6:3, 6:0      |

## Persönliches
Ihre jüngere Schwester Alexandra ist ebenfalls Tennisprofi.